# Červené blato

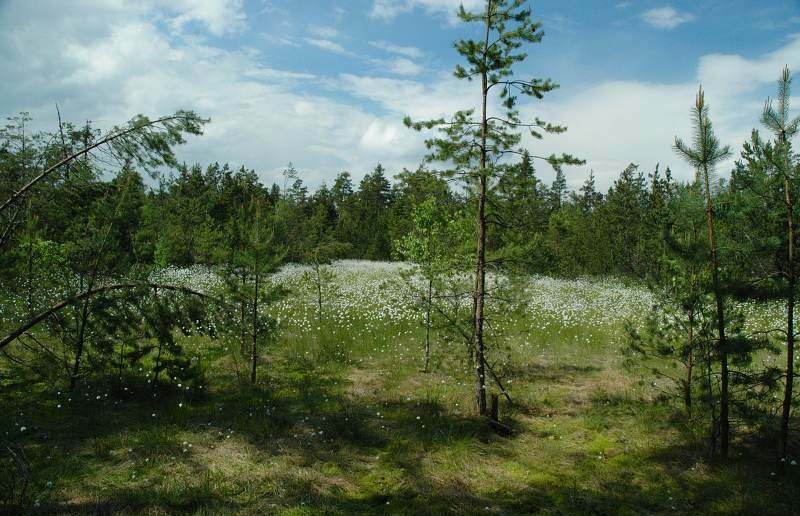
Das Moor Červené blato

Červené blato (deutsch Rotes Moos) ist ein Moor und ein Nationales Naturreservat in Tschechien. Es befindet sich am Rand des Landschaftsschutzgebietes Třeboňsko, etwa sechs Kilometer südwestlich der Stadt Suchdol nad Lužnicí. Das Gebiet liegt an der Grenze der Bezirke České Budějovice und Jindřichův Hradec und gehört zu den Städten Nové Hrady und Suchdol nad Lužnicí sowie zur Gemeinde Petříkov. 
In Červené blato wurde seit 1774 Torf für die nahegelegene Glashütte in der Siedlung Jiříkovo Údolí abgebaut. Der Abbau endete 1910, als die Glashütte geschlossen wurde. 1953 wurde das Moor auf 39,4 Hektar zum Reservat erklärt. Die Ausdehnung des Reservats wurde 1973 auf 331 Hektar ausgeweitet. 
Das ganze Gebiet durchzieht ein Netz an Kanälen und Gräben, die in den Jahren 1810–1812 zur Entwässerung eingerichtet wurden. Im Rahmen des Schutzplans wird das Entwässerungssystem isoliert, damit das Wasser in dem Gebiet verbleibt und so die Landschaft den Charakter einer Tundra behält. Die Torfschicht erreicht eine Mächtigkeit von 7,6 Meter, durchschnittlich ist sie drei Meter tief. Das Moor ist vorwiegend mit Moor-Spirken (Pinus rotundata) bewachsen, die bis zu 200 Jahre alt sind. Die Krautschicht besteht aus Sumpfporst, Scheiden-Wollgras, Heidelbeeren und Preiselbeeren. An einigen Stellen wächst die Gewöhnliche Moosbeere, und auch einige seltene Arten wie der Rundblättrige Sonnentau sind hier zu finden. 
Der Zugang zum Reservat befindet sich an der Straße zwischen Nové Hrady und Třeboň. Bei der Siedlung Jiříkovo Údolí ist eine Abzweigung nach rechts und ein kleiner Parkplatz. Das Areal ist nur auf einem markierten Pfad begehbar, der 1983 eingerichtet wurde. An feuchten und unsicheren Stellen ist der Pfad in Form eines Bohlenwegs befestigt, was den Eindruck einer nordischen Tundra unterstreicht.